# Tusnády Gábor
Tusnády Gábor (Mátészalka, 1941. december 21. –) Széchenyi-díjas magyar matematikus, a Magyar Tudományos Akadémia rendes tagja. Kutatási területe a valószínűségszámítás, a matematikai statisztika, a bioinformatika, valamint a matematika alkalmazásai. Munkatársaival kidolgozta az entrópia megmaradásának elvét, valamint jelentős sztochasztikai általánosításokat írt le.

## Életpályája
1959-ben érettségizett, majd beiratkozott az Eötvös Loránd Tudományegyetem Természettudományi Karának matematika szakára. Itt szerzett matematikusdiplomát 1964-ben. Ennek megszerzése után az egyetem analízis II. tanszékén kapott előadói állást. 1965-ben átkerült az MTA Matematikai Intézetbe (1999-től MTA Rényi Alfréd Matematikai Kutatóintézet) tudományos munkatársi beosztásban. Később főmunkatársi, tudományos tanácsadói, majd kutatóprofesszori megbízást kapott. Közben 1995 és 1998 között a Kossuth Lajos Tudományegyetemen dolgozott egyetemi tanárként, valamint 1996-ban habilitált. Emellett Simonovits Miklóssal közösen tartott alkalmazott matematikai órákat különböző egyetemeken.
1979-ben védte meg a matematikai tudomány kandidátusi, 1994-ben akadémiai doktori értekezését. Az MTA Matematikai Bizottságának, illetve a Biometriai-Biomatematikai Bizottságnak lett tagja. Már akadémiai doktori fokozatának megszerzése után egy évvel, 1995-ben megválasztották a Magyar Tudományos Akadémia levelező, 2001-ben pedig rendes tagjává. Akadémiai tisztségei mellett a Bolyai János Matematikai Társulat, valamint az Alkalmazott Matematikai Lapok, a Studia Scientiarum Mathematicarum Hungarica szerkesztőbizottságának tagja.

## Munkássága
Fő kutatási területe a valószínűségszámítás, a matematikai statisztika, a bioinformatika, valamint a matematika alkalmazásai.
Fontosabb eredményei: munkatársaival megalapozta az entrópia megmaradásának elvét, meghatározta a független, azonos eloszlási valószínűségű változók összegére vonatkozó gyenge konvergencia sebességét, új módszert dolgozott ki CD-görbék analízisére. A bioinformatika, illetve biomatematika terén a multifaktoriális öröklődést terjesztette ki szelektív rendellenességekre, valamint kvadratikus alakok optimalizálására.
Emellett foglalkozik a sztochasztika területén az úgynevezett tiszta fejek jelenségével (itt általános leírást adott), az EM algoritmus konvergenciájával, a kétdimenziós minták házasítással történő összehasonlításával, idősorok analízisével, illetve kompetitív folyamatok kiterjedt mérések alapján történő modellezésével.

## Díjai, elismerései
- Rényi-díj (1977) (nem fogadta el[forrás?])
- Akadémiai Díj (1978)[2]
- Szele Tibor-emlékérem (1998)
- Széchenyi-díj (2014)

## Főbb publikációi
angol nyelven
- Information Sources with Different Cost Scales and the Principle of Conservation of Entropy (Csiszár Imrével és Katona Gyulával, 1969)
- On Sequences of „Pure Heads” (Komlós Jánossal, 1975)
- An Approximation of Partial Sums of Independent RV’s, and the Sample DF I–II. (társszerző, 1976)
- Information Geometry and Alternating Minimization Procedures (Csiszár Imrével, 1984)
- Aetiological Studies of Isolated Common Congenital Abnormalities in Hungary (Czeizel Endrével, 1984)
- On Optimal Matchings (Ajtai Miklóssal és Komlós Jánossal, 1984)
- Multiple Congenital Abnormalities (Czeizel Endrével és Telegdi Lászlóval, 1986)
- Convex Constrain Analysis: A Natural Deconvolution of Circular Dichroism Curves of Proteins (társszerző, 1991)
- Cold Target Competition Analysis of the Classical Activation Pathway of Complement-mediated Cytotoxicity (társszerző, 1992)
- Extrema of Sums of Heterogeneous Quadratic Forms (társszerző, 1998)
- The degree sequence of a scale-free random graph (társszerző, 2001)
- Reconstruction of Kauffman networks applying trees (társszerző, 2006)

magyar nyelven
- Idősorok analízise (társszerző, 1986)
- Mutáció és szelekció (1996)
- Fák evolúciója (2002)
- Sztochasztika (2004)